# Auguste Nélaton

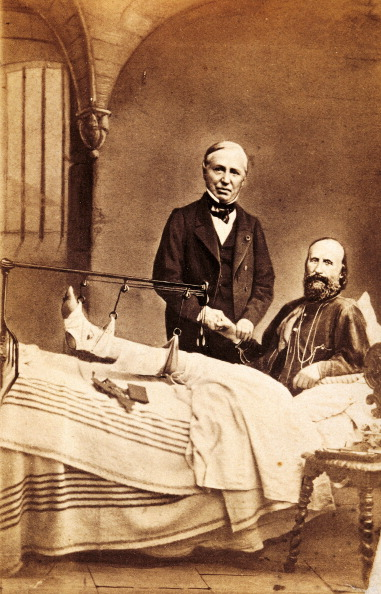
Nélaton et Giuseppe Garibaldi

Auguste Jean-Baptiste Nélaton, né à Paris le 17 juin 1807 et mort le 21 septembre 1873 dans la même ville, est un médecin et chirurgien français.
Il est le père de l'artiste peintre et céramiste Camille Moreau-Nélaton (1840-1897).

## Biographie
Fils d'un militaire de la Grande Armée disparu en 1812 lors de la retraite de Russie, Auguste Nélaton commence ses études médicales en 1828 et il est reçu docteur en 1836 avec une thèse sur la tuberculose osseuse. Trois ans plus tard, il est nommé professeur à l'hôpital Saint-Louis avec pour spécialité les tumeurs du sein. De 1851 à 1867, il est professeur à temps plein, poste qu'il abandonne pour devenir le chirurgien personnel de Napoléon III. Il est élu membre de l'Académie des sciences en 1867 et il est nommé « sénateur impérial » en 1868.
Sa renommée est illustrée par l'anecdote suivante : le général Garibaldi ayant été blessé par balle au pied à Aspromonte le 29 août 1862, les médecins prétendent que la balle n'est pas restée dans le pied. Mais la cicatrisation tardant, les médecins, qui craignent une future amputation, font appel à Nélaton ; ce dernier se rend auprès de Garibaldi le 28 octobre. Il diagnostique la présence de la balle et donne une méthode pour l'extraire sans difficulté. Pour convaincre ses interlocuteurs, il fait réaliser un instrument particulier qui confirme qu'un objet dur contenant du plomb est dans la plaie. La balle est finalement extraite selon ses préconisations, le 23 novembre, par le chirurgien florentin Ferdinando Zannetti (it). Nélaton relate cet épisode dans une lettre à La Gazette des hôpitaux qui la publie.
Nélaton fut un précurseur de la chirurgie plastique. Il fut le premier à proposer la ligature bout-à-bout des artères en cas de plaie hémorragique. Il fut aussi l'inventeur d'une sonde à revêtement de porcelaine destinée à localiser les projectiles lors de blessures par armes à feu (la sonde de Nélaton). Il tint une place de premier plan dans le domaine de la chirurgie pelvienne et abdominale. La manœuvre de réduction des luxations mandibulaires antérieures porte son nom.

## Éponymie
- Appareil de Nelaton : appareil orthopédique pour immobiliser l'avant-bras (fracture du radius et du cubitus).
- Sonde (ou cathéter) de Nélaton : sonde cannelée, en caoutchouc flexible pour le cathétérisme de l'urètre.
- Tumeur de Nélaton : tératome siégeant entre le péritoine et la paroi abdominale.
- Dilatateur de Nélaton : petit écarteur à trois courtes branches coudées pour écarter le prépuce.
- Dislocation de Nélaton : amputation d'un bras au niveau de l'articulation de l'épaule.
- Ulcère de Nélaton: ulcère trophique et perforant de la plante du pied.
- Syndrome de Nélaton (ou syndrome de Denny-Brown)
- Opération de Nélaton : réfection du lobule de l'oreille à l'aide d'un lambeau de la joue.
- Manœuvre de Nélaton
- Signe de Nélaton : élargissement transversal du genou dans les fractures bicondyliennes du fémur.
- Sphincter (ou fibres, car il ne s'agit pas d'un vrai sphincter) de Nélaton[2] : épaississement des fibres circulaires du rectum au niveau de la base de la prostate.
- Ligne de Nélaton[3] (ou ligne de Nélaton-Roser): ligne imaginaire joignant l’épine iliaque antérieure et supérieure et la tubérosité ischiatique, point de repère des fractures du col fémoral et des luxations de la hanche.
- Triangle de Nélaton : triangle équilatéral imaginaire formé par l'épicondyle latérale, médiale (ou épitrochlée) humérales et l'olécrâne de l'ulna dans la flexion de coude à 90 degrés. Ces repères forment une ligne en  position anatomique.

## Œuvres et publications
- Recherches sur l'affection tuberculeuse des os, [Thèse de médecine de Paris n° 376], 1837, Texte intégral.
- Recherches sur l'affection tuberculeuse des os,Méquignon-Marvis père et fils (Paris), 1837, in-8° , 71 p., pl., lire en ligne sur Gallica.
- Traité des tumeurs de la mamelle, [Thèse présentée pour le concours de l'agrégation, section chirurgie], Méquignon-Marvis (Paris) , 1839, 138 p., Texte intégral.
- Éléments de pathologie chirurgicale, Germer Baillière (Paris), 1844, lire en ligne sur Gallica et Texte intégral.
- Parallèle des divers modes opératoires employés dans le traitement de la cataracte, [Thèse présentée et soutenue le 7 février 1850 au concours pour la chaire d'opérations et appareils], Baillière (Paris), 1850, 139 p., Texte intégral.
- De l'influence de la position dans les maladies chirurgicales,[Thèse présentée au concours pour une chaire de clinique chirurgicale], Germer Baillière (Paris), 1851, 126 p., Texte intégral.
- Exposé des titres et des travaux scientifiques, Impr. de E. Martinet (Paris), 1867, Texte intégral.
- Discours de M. Nélaton membre de l'Académie prononcé aux funérailles de M. Laugier le dimanche 18 février 1872Institut de France. Académie des sciences, Didot (Paris), 1872, Texte intégral.
- Œuvre des amputés de la guerre 1870-1871 : résumé du rapport présenté au comité, le 11 décembre 1872, [suivi de l'exposé succinct des travaux accomplis jusqu'au 1er avril 1873],  impr. de A. Michels (Paris), 1873, lire en ligne sur Gallica.